# Paraphaenocladius crassicaudatus
Paraphaenocladius crassicaudatus är en tvåvingeart som beskrevs av Ole Anton Saether och Wang 1995. Paraphaenocladius crassicaudatus ingår i släktet Paraphaenocladius och familjen fjädermyggor.
Artens utbredningsområde är Tanzania. Inga underarter finns listade i Catalogue of Life.